# 花城出版社
花城出版社是中国大陆一个文艺类专业出版社，成立于1981年1月，出版有关文艺理论、文学艺术、文化读物及配合本版图书的录音、录像带。为广州最大的出版社，社址水荫路11号。

## 外部連結
- 花城出版社網站